# ویروس (فیلم ۲۰۰۷)
«ویروس» (انگلیسی: Virus (2007 film)) یک فیلم است که در سال ۲۰۰۷ منتشر شد.